# Currais
Currais este un oraș în Piauí (PI), Brazilia.